# Juan Arricio
Juan Arricio (11 de desembre de 1923 - ?) fou un futbolista bolivià.

## Selecció de Bolívia
Va formar part de l'equip bolivià a la Copa del Món de 1950 però no hi disputà cap partit.